# Biblioteka Narodowa Indonezji
Biblioteka Narodowa Indonezji (indonez. Perpustakaan Nasional Republik Indonesia – Perpusnas) – biblioteka narodowa Republiki Indonezji, zlokalizowana w stolicy kraju – Dżakarcie. Została utworzona w 1980 roku.